# Angie Geschke
Angie Geschke (født 24. maj 1985 i Lübeck) er en tysk håndboldspiller, som spiller for VfL Oldenburg og Tysklands håndboldlandshold.